# 蓮花駅 (慶尚北道)
蓮花駅（ヨナえき）は、大韓民国慶尚北道漆谷郡枝川面にある、韓国鉄道公社（KORAIL）京釜線の駅。

## 駅構造

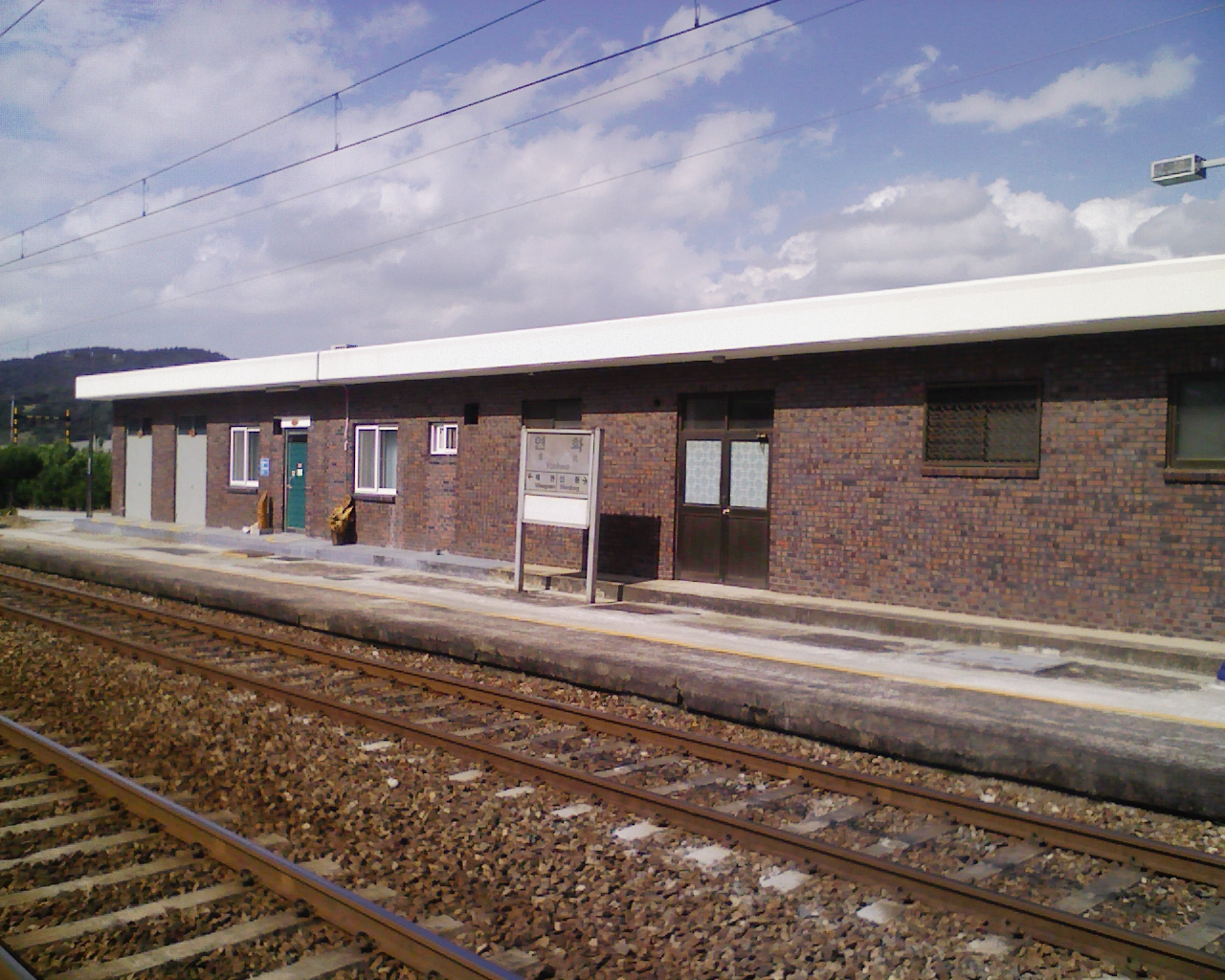
蓮花駅プラットフォーム(2007年9月)

相対式ホーム2面2線を有する地上駅。各ホームと駅舎とは構内踏切で連絡している。

### のりば
- 乗り場の番号は設定されていない。また、ホームに行き先を示す看板は設置されていない。

| 上り | 京釜線 | 金泉・大田・天安・ソウル方面 |
| 下り | 京釜線 | 東大邱・密陽・亀浦・釜山方面 |

## 駅周辺
- 国道4号線
- 京釜高速道路 漆谷物流IC

## 歴史
- 1966年4月8日 - 普通駅として貨物のみの取り扱いで開業。[1]
- 1967年3月10日 - 駅舎新築竣工。旅客取り扱い開始。[2]
- 1977年11月1日 - 駅舎増築竣工。
- 2008年12月1日 - 旅客取り扱い中止。

## 隣の駅
韓国鉄道公社　
京釜線（全列車通過）　
倭館駅 - 蓮花駅 - 新洞駅